# Bitwa o Alhucemas
Bitwa o Alhucemas (hiszp. Desembarco de Alhucemas) – operacja desantowa, która miała miejsce 8 września 1925 roku w Alhucemas w północnym Maroku 8 września 1925 roku. Dokonały jej armia i marynarka wojenna Hiszpanii, a w mniejszym stopniu również sprzymierzone francuskie siły morskie i powietrzne, kończąc wojnę o Rif. Lądowanie pod Alhucemas jest uważane za pierwszy desant morski w historii, w którym wykorzystano czołgi i wsparcie powietrzne z okrętów, a także za prekursora alianckich operacji desantowych przeprowadzanych w czasie II wojny światowej i pierwszą udaną operację sił połączonych w XX wieku.
Operacja polegała na desantowaniu 13 000 hiszpańskich żołnierzy przetransportowanych z Ceuty i Melilli przez połączoną flotę hiszpańsko-francuską. Dowódcą operacji był ówczesny dyktator Hiszpanii, gen. Miguel Primo de Rivera, a jako dowódca sił desantowych na plaży w zatoce Alhucemas, gen. José Sanjurjo, pod którego dowództwem znajdowały się dwie brygady z Ceuty i Melilli, dowodzone odpowiednio przez Leopolda Saro Marína i Emilio Fernándeza Péreza. Wśród oficerów brygady z Ceuty znajdował się ówczesny pułkownik Francisco Franco, który za dowodzenie oddziałami Legionu Hiszpańskiego w tej akcji został awansowany na generała brygady.

## Tło
Po klęsce pod Annual w lipcu 1921 roku armia hiszpańska nie była w stanie odzyskać kontroli nad centralnym regionem Rifu. Przyjęła wobec tego politykę powstrzymywania, mającą na celu zapobieżenie dalszej ekspansji rebeliantów, realizowaną poprzez ograniczone działania militarne o charakterze lokalnym. Jednocześnie minister wojny nakazał powołanie komisji śledczej pod przewodnictwem gen. Juana Picassa Gonzáleza, która opracowała raport znany jako Expediente Picasso. Siły polityczne, opinia publiczna i armia były podzielone między zwolenników opuszczenia protektoratu w Maroku a zwolenników jak najszybszego wznowienia pełnoskalowych działań wojennych.
We wrześniu 1923 roku doszło do zamachu stanu przeprowadzonego przez gen. Primo de Riverę, który początkowo poparł opuszczenie Maroka i wycofał znaczną liczbę odizolowanych placówek z wewnętrznego regionu Dżebali na linię twierdz łączącą Larache, Tetuan i Ceutę, znaną jako linia Estella. Podobny plan opracowano w celu wycofania się z regionów otaczających Melillę, ale został on odrzucony przez większość oficerów Armii Afryki. Jednak w 1925 roku, po kolejnych atakach Abd el-Krima, które spowodowały liczne ofiary podczas hiszpańskiego odwrotu z Xauen, Primo de Rivera stał się zdecydowanym zwolennikiem nowej ofensywy mającej na celu pokonanie przywódcy Rifian i przywrócenie pełnej władzy hiszpańskiej w protektoracie. Primo de Rivera nadal wszakże miał nadzieję, że przeprowadzenie desantu zakończy wojnę na wybrzeżu, podczas gdy zdecydowanie bardziej doświadczony francuski marszałek Philippe Pétain liczył się z koniecznością prowadzenia działań w głębi lądu w celu całkowitego spacyfikowania Rifian.

## Planowanie
W kwietniu 1925 roku doszło do przełomowego wydarzenia: Abd el-Krim, pewny sukcesu w walce z Hiszpanami, zaatakował francuską strefę protektoratu. Otworzyło to drogę do hiszpańsko-francuskiego porozumienia o utworzeniu wspólnego frontu przeciwko Rifianom. W tym celu w czerwcu 1925 roku odbyła się konferencja madrycka, na której określono niezbędne działania. Wśród zawartych tam porozumień znalazł się plan hiszpańskiego desantu w zatoce Alhucemas, przy współpracy i wsparciu połączonych sił powietrznych i morskich Hiszpanii oraz Francji.
Alhucemas, siedziba plemienia Kabile z Beni Ouriaghel, do którego należał Abd el-Krim, była centrum trwającego powstania Rifian. Wszystkie hiszpańskie operacje lądowe, w tym katastrofa pod Annual w 1921 roku, miały na celu zajęcie Alhucemas, ale wszystkie zakończyły się niepowodzeniem, głównie z powodu nadmiernie rozciągniętych linii zaopatrzeniowych. Pierwsze plany desantu pod Alhucemas, mające jednak bardziej charakter działań sił pokojowych niż bojowych, zostały opracowane już w 1911 i 1913 roku przez gen. Francisco Gomeza Jordanę.
Operacja początkowo zakładała desant 18 000 ludzi (choć ostatecznie wylądowało ich 13 000), w celu stworzenia bazy operacyjnej w rejonie Alhucemas i pokonania sił Rifian szacowanych na 11 000 bojowników. Akcja ta była pierwszą operacją desantową z udziałem Hiszpanii w czasach nowożytnych i wzbudziła obawy hiszpańskich władz. Jakby tego było mało, teren utrudniał przeprowadzenie ataku, a poza tym był dobrze znany Rifianom. Świadomy ryzyka, Primo de Rivera starannie zaplanował desant. Głównymi jednostkami desantowymi użytymi w operacji były ocalałe X-lightery spod Gallipoli, zmodernizowane i dopancerzone w hiszpańskich stoczniach, gdzie nazywano je łodziami K.
Prawdopodobnie wiedza o planowanym lądowaniu skłoniła Abd el-Krima do ufortyfikowania obszaru zatoki, gdzie rozmieścił on artylerię i miny morskie. Okoliczności te zmusiły hiszpańskie dowództwo do zmiany miejsca lądowania, wybierając Ixdain i plażę Cebadilla, na zachód od zatoki Alhucemas i na południowy zachód od przylądka Los Frailes. Pierwsza poważna próba zdobycia przyczółka miała zostać przeprowadzona na tych plażach; po udanym lądowaniu, druga próba miałaby zostać podjęta albo w sąsiednich zatokach, takich jak Cala del Quemado na wschodzie, albo poprzez pogłębienie i rozszerzenie pierwotnego przyczółka, w zależności od okoliczności.
Primo de Rivera i inni wysocy rangą oficerowie zaplanowali masowe lądowanie wojsk w Alhucemas już w maju, jeszcze przed lipcową konferencją w Madrycie między marszałkiem Pétainem a hiszpańskim dyktatorem w 1925 roku. Wykonanie planu przełożono najpierw na lipiec, a następnie na wrzesień, aby skoordynować działania z armią francuską .

## Siły desantowe

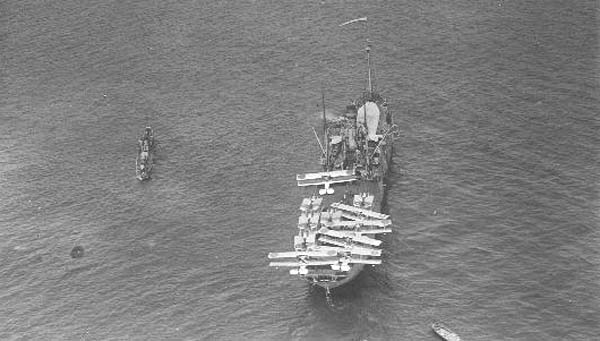
Okręt-baza wodnosamolotów „Dédalo”, dysponujący samolotami i sterowcem u wybrzeży Alhucemas, wrzesień 1925

Naczelnym dowódcą operacji był gen. Primo de Rivera, a dowództwo nad siłami lądowymi sprawował gen. Sanjurjo. Kwatera główna została utworzona na pokładzie hiszpańskiego pancernika „Alfonso XIII”, którego możliwości w zakresie łączności radiowej przekształciły go w główne centrum dowodzenia i kontroli, koordynujące działania sił lądowych, morskich i powietrznych biorących udział we wspólnej operacji. Alfonso XIII był wspomagany przez siostrzanego „Jaime I” i francuski „Paris” w prowadzeniu osłonowego dla sił lądowych. Dołączyły do nich hiszpańskie krążowniki „Blas de Lezo”, „Mendez Nuñez”, „Victoria Eugenia” i „Reina Regente”, a także francuskie „Strasbourg” i „Metz”. Hiszpańska twierdza na wyspie Alhucemas, tuż przed zatoką, wsparła lądowanie ciężkim, czterogodzinnnym ostrzałem pozycji Rifian z 24 dział i haubic oraz dwóch moździerzy. Do wsparcia wojsk lądowych skierowano 162 samoloty, w tym Breguet 19, Bristol F.2 i Potez XV armii hiszpańskiej, wodnosamoloty Macchi M.24 i Supermarine Scarab hiszpańskiej marynarki wojennej oraz francuskie łodzie latające Farman F-60 Goliath. Supermarine Scarab zostały załadowane na okręt-bazę wodnosamolotów „Dédalo”, podczas gdy Macchi M.24 rozpoczynały swoje loty bojowe z Bou Areg, laguny na południe od Melilli. „Dédalo” posiadał również sterowiec, wykorzystywany w podwójnej roli: wsparcia powietrznego i kierowania ogniem artylerii.

### Działania wstępne

#### Oblężenie Kudia Tahar
Abd el-Krim otrzymał wcześniej informacje o planowanym lądowaniu, ponieważ hiszpańskie przygotowania w Ceucie i Melilli były szeroko nagłaśniane. Wobec tego próbował zadać spektakularny cios hiszpańskiej obronie wokół Tetuanu, stolicy protektoratu, gdzie wysłał swojego zaufanego człowieka, Ahmeda el-Heriro. Plan zakładał przełamanie linii Estelli w paśmie górskim na południe od Tetuanu, otwierając drogę do podboju miasta. Najbardziej wysuniętą placówką w tym regionie była twierdza Kudia Tahar, położona zaledwie 6 km na południe od rzeki Martil, broniona przez wojska aragońskie i katalońskie oraz wspierana przez baterię dział górskich kal. 75 mm. Atak rozpoczął się 3 września 1925 roku, a Kudia Tahar została oblężona. Niespodziewana ofensywa Rifian zmusiła Primo de Riverę do odesłania do Ceuty sił Legionu Hiszpańskiego i Regulares z Alhucemas. Oddziały te, wspierane przez 16 samolotów Breguet 19, odciążyły pozycje hiszpańskie 13 września. Siły Rifian zostały odparte z ciężkimi stratami.

#### Operacje dywersyjne floty
Aby zmylić Abd el-Krima co do prawdziwego miejsca lądowania, oba konwoje desantowe ostrzelały reduty nadbrzeżne Rifian; flotylla Ceuty zaatakowała Oued Laou, przeprowadzając dywersyjną operację desantową, podczas gdy flotylla Melilli, wspierana przez francuskie okręty wojenne, pozorowała lądowanie w Sidi Dris, oba 6 września. Operacje pozorowane powtórzono 29 września w rejonie Ras Afraou i Sidi Dris, co wyraźnie pomogło wojskom hiszpańskim w wyjściu z miejsc lądowania.

### Przyczółek

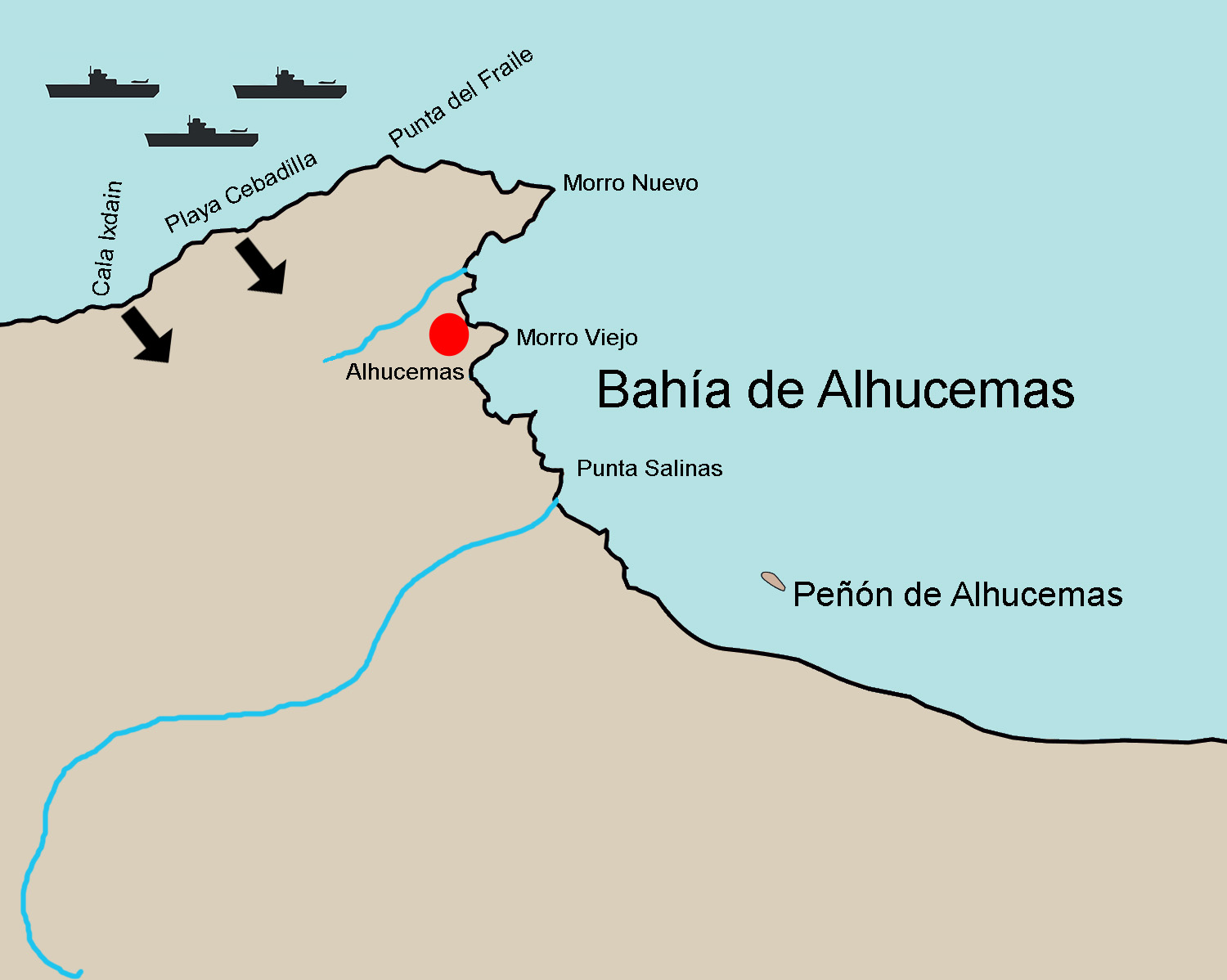
Plan lądowania

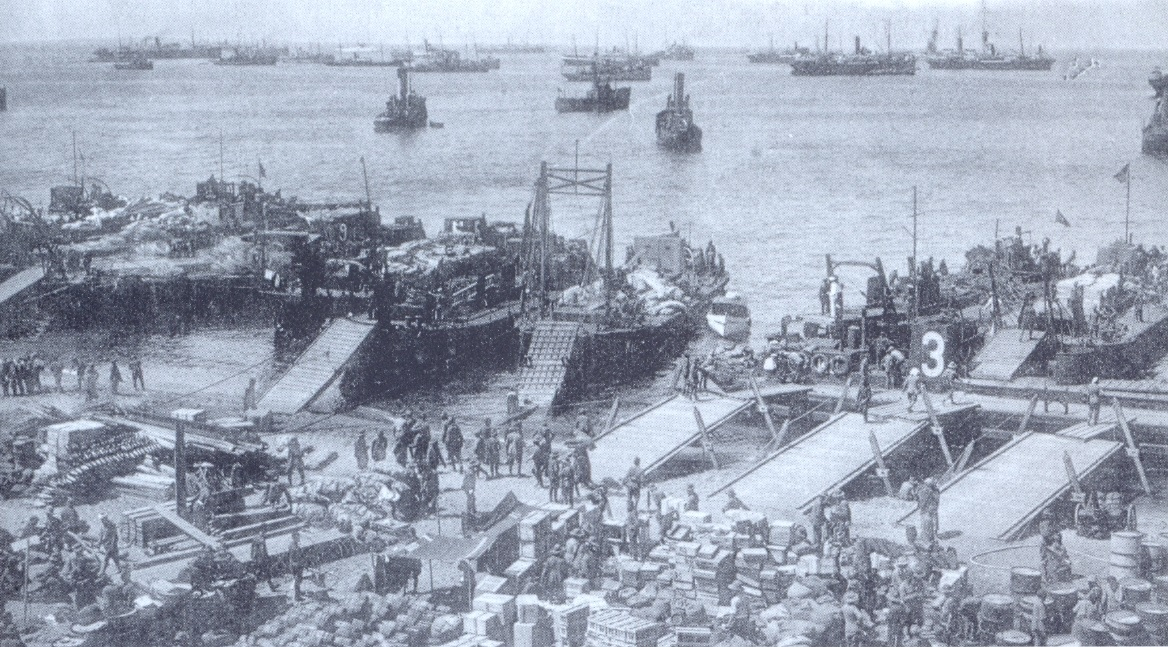
Hiszpańskie wojska lądują na plaży Cebadilla

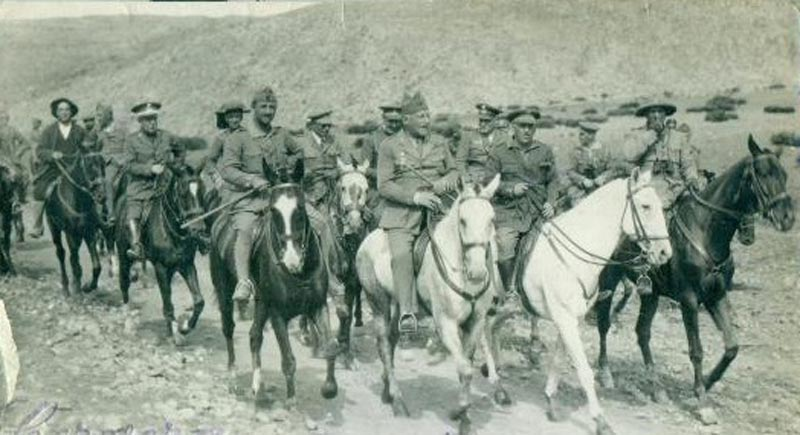
Płk Francisco Franco, gen. Miguel Primo de Rivera i gen. José Sanjurjo po wylądowaniu w Alhucemas, 1925

Pierwotny termin lądowania w Alhucemas został wyznaczony na 7 września, ale zła pogoda, która rozproszyła X-lightery, inne jednostki desantowe i okręty, spowodowała przełożenie desantu na następny dzień, w południe. Szpicą inwazji miały być dwie brygady złożone z sił tubylczych (Regulares i wojska sprzymierzone z Hiszpanią, lojalne wobec kalifatu Maroka), prowadzone przez Legion Hiszpański. Większość piechoty biorącej udział w lądowaniu stanowiły wojska tubylcze. Jedna z sił dwutorowego ataku miała wyruszyć z Ceuty, druga z Melilli. Żołnierze ostatecznie wsiedli na przepełnione X-lightery, gdzie musieli wytrzymać jeszcze dodatkowych kilkanaście godzin po opóźnieniu operacji.
Brygadą Ceuty dowodził gen. Leopoldo Saro Marín, a Brygadą Melilli gen. Emilio Fernández Pérez. Każda brygada została podzielona na dwie kolumny. Kolumna prowadząca Brygadę Ceuty, dowodzona przez płk. Francisco Franco, miała wylądować jako pierwsza o godzinie 11:40. Płycizna pozwoliła X-lighterom zbliżyć się na zaledwie 50 metrów do brzegu, co podważało zasadność wyboru Ixdain jako miejsca lądowania. Z inicjatywy Franco piechota przeszła przez lukę między barkami a plażą, niosąc karabiny i sprzęt nad swoimi głowami. Kompania lekkich czołgów, część kolumny Franco, mająca w tej fazie wspierać wojska i obszar lądowania jako „mobilne bunkry”, nie była w stanie wysadzić na brzeg ani jednej jednostki w tych warunkach. Zaskoczeni lądowaniem przeciwnika daleko na zachodzie, Rifianie zareagowali powoli i słabo. Siły Franco, wspierane przez nieustanne bombardowanie floty hiszpańskiej i francuskiej oraz połączonych sił powietrznych, ruszyły na wschód, zabezpieczając zaminowaną plażę Cebadilla. Żołnierze mieli wiedzę o polu minowym dzięki wcześniejszemu rozpoznaniu plaży przeprowadzonemu na łodzi motorowej przez kpt. Carlosa Boado, oficera marynarki dowodzącego łodziami desantowymi. Po kilku godzinach Legion i Regulares przejęli klify i zbocza wokół zatoki, zdobywając pozycję wroga za pomocą dwóch ciężkich karabinów maszynowych i działa kal. 75 mm.. Pole minowe na plaży Cebadilla zostało zdetonowane w południe przez saperów, dając zielone światło drugiej fali sił desantowych w tym sektorze o godzinie 13:00. 11 czołgów Renault FT wylądowało na plaży Los Frailes, dalej na wschód, 9 września. Inne źródła podają datę tego samego dnia, 8 września, o godzinie 15:00. Czołgi następnie przeprowadziły przeczesywanie wybrzeża aż do obozu między Cebadillą a Ixdain. Następnie zostały rozmieszczone na wysuniętych pozycjach, aby bronić przyczółka przez kolejne dwa tygodnie, kiedy czołgi rozpoczęły swoje pierwsze operacje ofensywne w bitwie jak i całej wojnie.
Brygada Melilli wylądowała na plaży Cebadilla dopiero 11 września z powodu trudnej przeprawy przez morze. W nocy z 11 na 12 września przetrwała pierwsze kontrataki Rifian na wzgórza Morro Nuevo, we wschodniej części przyczółka. Rdzenne siły brygady, dowodzone przez płk. José Enrique Varelę, przyjęły na siebie główny ciężar tego natarcia, przeprowadzonego przez elitarną jednostkę Abd el-Krima, juramentados („zaprzysiężonych”). Drugiej nocy ludziom Vareli zabrakło amunicji i musieli polegać na nabojach pożyczonych od niedawno wydesantowanej kompanii piechoty morskiej. Moździerze brygady również odegrały kluczową rolę w odparciu ataków.
Dalsze postępy opóźnił brak wody. Zła pogoda utrudniała misję zaopatrzeniową okrętów, podczas gdy artyleria Rifian ostrzeliwała przyczółek nocą, aby uniknąć namierzenia przez samoloty obserwacyjne. Warunki morskie utrudniały również przerzucanie mułów, niezbędnych do transportu zaopatrzenia z barek na wysunięte pozycje. Jednym z rozwiązań znalezionych przez hiszpańskie dowództwo, aby pokonać wzburzone morze i wyładować zaopatrzenie, było wykorzystanie drewnianych pływających doków, prymitywnego poprzednika portów Mulberry z czasów D-Day.

### Przełamanie

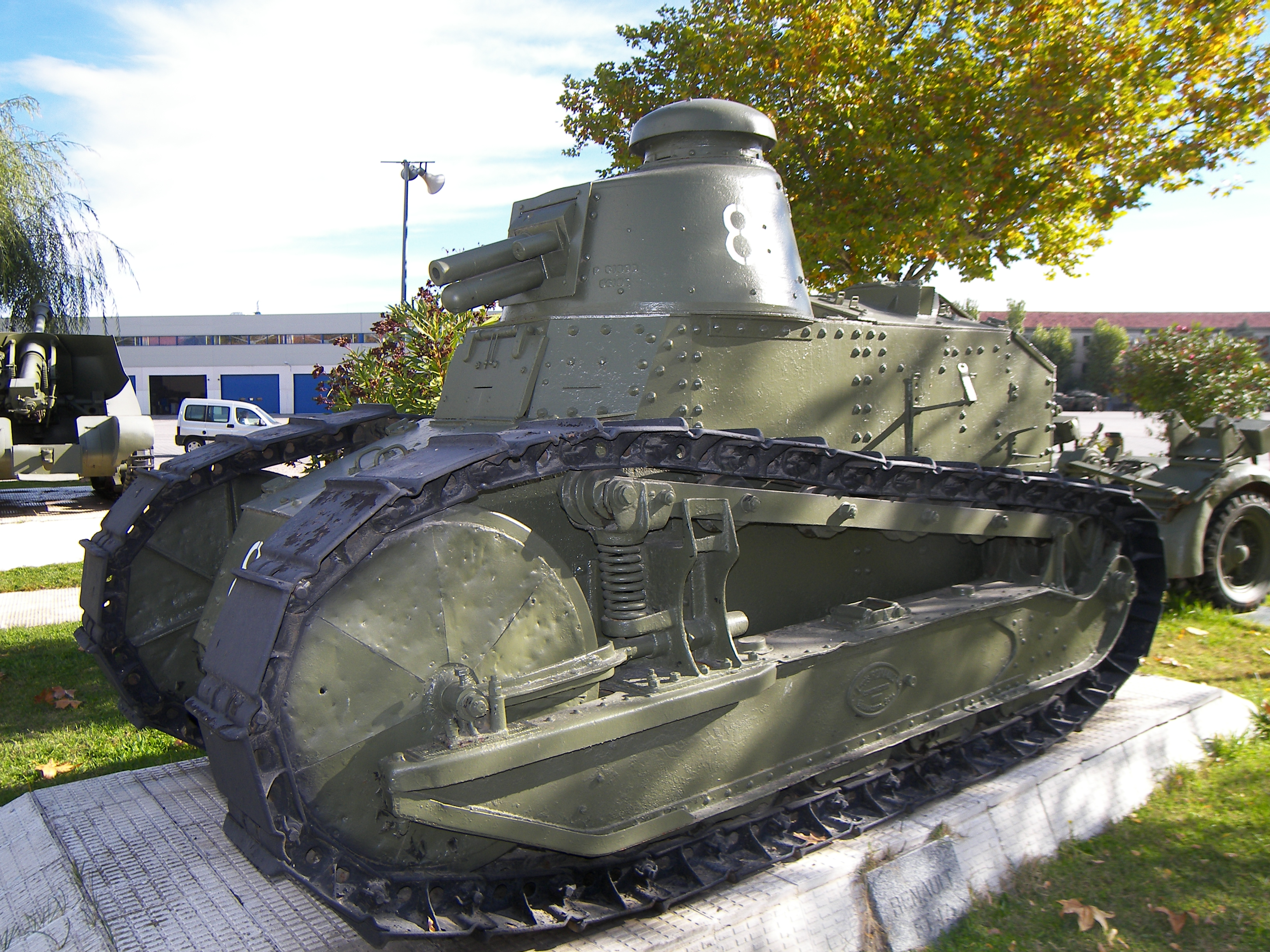
Czołg Renault FT w służbie hiszpańskiej, Muzeum Pojazdów Pancernych w El Goloso

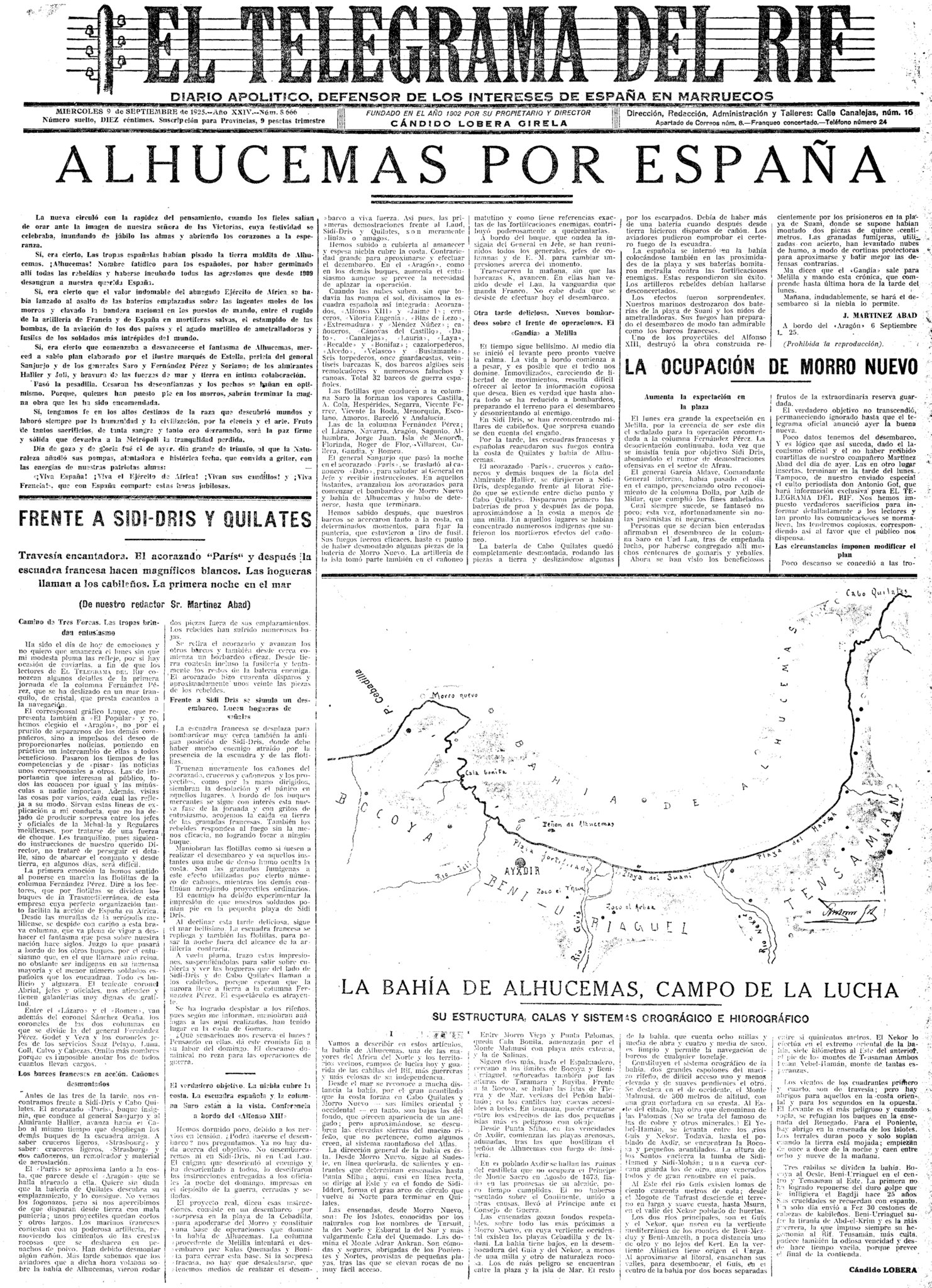
Wiadomości o lądowaniu w Alhucemas w hiszpańskiej gazecie z z 9 września 1925

Po rozpoznaniu terenu przeprowadzonym poprzedniego dnia o zmierzchu przez wojska tubylcze, gen. Sanjurjo nakazał zmasowany atak na pozycje Rifian w górach otaczających miejsca lądowania o godzinie 7:00 23 września. Poprzedzona potężnym ostrzałem artylerii okrętowej i lądowej, w połączeniu z atakami lotniczymi, kompania czołgów Renault FT poprowadziła atak. Brygada Ceuty, podzielona na 6. i 7 Legion, wspierana przez czołgi na lewym skrzydle, rozpoczęła atak na pozycje wroga na górze Malmusi i wokół niej. Podczas gdy na skrajnie lewej stronie przyczółka, Brygada Melilli, prowadzona przez wojska tubylcze, posuwała się w kierunku Morro Viejo i strategicznej zatoki Cala del Quemado.
W sektorze Brygady Ceuty początkowy atak sił tubylczych został niemal przerwany przez eksplozję potężnej miny, ale szybka reakcja oficerów utrzymała impet natarcia. Opór Rifian na wschodzie był słaby, a manewr okrążenia wrogich redut, przeprowadzony przez piechotę płk. Manuela Godeda i kompanię czołgów, wspieranych przez frontalny atak Regulares i oddziałów tubylczych z Morro Nuevo, doprowadził do zabezpieczenia Morro Viejo i zatoki Cala del Quemado do godziny 9:45. Od tego momentu Cala del Quemado zastąpiła Cebadillę jako główny węzeł logistyczny sił hiszpańskich.
O godzinie 10:50, wspierana intensywnym ostrzałem artyleryjskim, Brygada Ceuty, dowodzona przez płk. Franco, zaatakowała główne pozycje Rifian na wysokich zboczach góry Malmusi. Najsilniejszy opór napotkano w wąwozie, gdzie znaczna liczba żołnierzy Abd el-Krima została uwięziona i ostatecznie zmiażdżona przez połączony atak 6 Legionu na centrum i 7 Legionu, wspieranej przez kompanię czołgów na lewym skrzydle. Sterowiec z okrętu-bazy „Dédalo” zapewnił bliskie wsparcie powietrzne szturmowi na Malmusi, która po południu wpdła w ręce Brygady Ceuty. Hiszpanie umocnili swoje pozycje do 26 września, kiedy to przyczółek został po raz ostatni trafiony przez artylerię Rifian.
Brak zaopatrzenia i zła pogoda spowolniły ofensywę do 30 września. Następnymi celami Brygady Ceuty były góry Las Palomas i Buyibar, podczas gdy na wschodzie Brygada Melilli miała zdobyć góry Taramara i Taganin. Obie brygady zdobyły wszystkie swoje cele do godziny 13:00. 7 Legion i kompania czołgów przeczesywały trzcinowiska nad rzekami Tixdirt i Isli. 1 października Brygada Melilli przeprawiła się przez rzekę Isli do kabile Beni Urriaghel, wspierana teraz ogniem pośrednim z wyspy Alhucemas. Brygada Ceuty przemaszerowała przez masyw Amekran, tłumiąc ostatnie reduty oporu Rifian broniące Axdir. Stolica zbuntowanej republiki padła następnego dnia.

## Następstwa
Lądowanie w Alhucemas było punktem zwrotnym wojny o Rif i początkiem końca politycznych wpływów Abd el-Krima. Decyzja Primo de Rivery o wstrzymaniu działań ofensywnych do następnej wiosny spotkała się z krytyką historyków wojskowości, ale jego intencją było zmuszenie oszołomionego przywódcy Rifian do negocjacji z Hiszpanią i Francją ze słabszej pozycji, zamiast ryzykować dalsze straty i ofiary.
Siły hiszpańskie straciły 24 oficerów, 132 żołnierzy europejskich i 205 żołnierzy tubylczych. W boju rannych zostało 109 oficerów, 786 żołnierzy europejskich i 1080 żołnierzy tubylczych.
Axdir, dotychczas stolica Republiki Rifu, został doszczętnie splądrowany przez Regulares, legionistów i wojska tubylcze 2 października.